# Gaschet
Jezero Gaschet (fra. Lac de Gaschet) ili brana Gaschet (fra. Barrage de Gaschet) je umjetna akumulacija koja tvori najveće slatkovodno jezero u Gvadalupeu.
Smješteno unutar općine Port-Louis, na sjevernoj strani otoka Grande-Terre, i uz općinu Petit-Canal, jezero je poznato po svojoj bogatoj raznolikosti ptičjeg svijeta.

## Povijest
Jezero je izgrađeno početkom 1990-ih kao dio projekta navodnjavanja za podršku lokalnoj poljoprivredi.

## Geografija
Jezero se nalazi oko 4 km od obale. Ima nekoliko 'odvojaka' od kojih preko jednog prolazi lokalna cesta D128. Na najdužoj točki je dugo  oko 4 km, a površina mu je oko 100 Ha. Brana koja zadržava vodu, smještena na jugozapadnom kraju jezera, duga je oko 100 m.

## Ptice
Jezero je dom mnogim vodenim pticama. Osobito su brojne patke male čakore (Nomonyx dominicus), šarenokljuni gnjurci (Podilymbus podiceps) i mlakuše (Gallinula chloropus).
Godine 2000. mjesto je službeno priznato kao prirodna zona od ekološkog interesa, faune i flore i zaštićeno je ogradama, iako se u nekim slučajevima događa ilegalni odstrel. Područje od 290 ha, koje obuhvaća jezero i njegovu neposrednu okolicu, BirdLife International je prepoznalo kao važno područje za ptice (IBA).